# 11-Désoxycortisol
Le 11-désoxycortisol, également appelé cortodoxone et cortexolone, est un stéroïde minéralocorticoïde. Il peut être oxygéné en cortisol et peut également être converti en androstènedione.